# Bythotiara
Bythotiara is een geslacht van neteldieren uit de  familie van de Bythotiaridae.

## Soorten
- Bythotiara apicigastera Xu, Huang & Guo, 2008
- Bythotiara capensis Pagès, Bouillon & Gili, 1991
- Bythotiara depressa Naumov, 1960
- Bythotiara dolioeques Raskoff & Robison, 2005
- Bythotiara drygalskii Vanhöffen, 1912
- Bythotiara huntsmani (Fraser, 1911)
- Bythotiara metschnikovii Bouillon, Boero & Seghers, 1988
- Bythotiara murrayi Günther, 1903
- Bythotiara parasitica (Kirk, 1915)
- Bythotiara stilbosa Mills & Rees, 1979